# Diocesi di Torreblanda
La diocesi di Torreblanda (in latino Dioecesis Turreblandensis) è una sede soppressa e sede titolare della Chiesa cattolica.

## Storia
Torreblanda, nell'odierna Tunisia, è un'antica sede episcopale della provincia romana di Bizacena.
Sono tre i vescovi attribuiti a questa diocesi. Alla conferenza di Cartagine del 411, che vide riuniti assieme i vescovi cattolici e donatisti dell'Africa romana, prese parte il donatista Massimino; in quell'occasione la sede non aveva vescovi cattolici.
Il nome di Paolo figura al 98º posto nella lista dei vescovi della Bizacena convocati a Cartagine dal re vandalo Unerico nel 484; Paolo era già deceduto in occasione della redazione di questa lista.
Daziano sottoscrisse la lettera sinodale dei vescovi della Bizacena riuniti in concilio nel 646 per condannare il monotelismo e indirizzata all'imperatore Costante II.
Dal 1933 Torreblanda è annoverata tra le sedi vescovili titolari della Chiesa cattolica; dal 14 maggio 1988 il vescovo titolare è Jan Szkodoń, già vescovo ausiliare di Cracovia.

## Cronotassi

### Vescovi
- Massimino † (menzionato nel 411) (vescovo donatista)

- Paolo † (prima del 484)
- Daziano † (menzionato nel 646)

### Vescovi titolari
- Jan Pietraszko † (23 novembre 1962 - 2 marzo 1988 deceduto)
- Jan Szkodoń, dal 14 maggio 1988